# Thomas Lundqvist (skådespelare)
Hilding Thomas Lundqvist, född 16 november 1947 i Solna församling i Solna kommun, är en svensk dockmakare och dockskådespelare.
Lundqvist har arbetat mycket med barnprogrammen i Sveriges Television. Han har bland annat har medverkat i TV-serien Höjdarna, där han styr, och gör röst till dockan Franke, och i Hotell Kantarell spelar han gräshoppan Åke T Grönqvist samt skalbaggen Maggan. Han gjorde även speakerrösten till ComHems reklamfiler med dockor, och dök upp som Gamle i två avsnitt av För alla åldrar. Han driver dockteatern Svarta katten i Svartsjö, grundad 1986.
År 2016 utsåg Centrum för figur- och dockteater vid Frölunda Kulturhus Thomas Lundqvist till Årets dockmakare.

## Filmografi (urval)
- 1991 – Struten och farmor och kulan i tornet (TV-serie)
- 2004 – Allrams höjdarpaket (TV-serie)
- 2007 – Hotell Kantarell (TV-serie)
- 2009 – För alla åldrar (TV-serie)